# Мариано Пернигони
Мариано Пернигони е италиански архитект с изключително голям принос за архитектурното изграждане на град Пловдив.

## Биография
Архитект Пернигони е роден през 1857 г. във Флоренция, Италия. Той идва в България след Освобождението, по покана на Католическата църква най-вероятно за изграждане на католическите колежи.
Мариано Пернигони умира през 1938 г.

## Творчество
Следи от неговото творчество има на няколко места в България.
В Пловдив
- Той е проектант на гаровата сграда, Централна гара Пловдив (1908 – 1912). Сградата е в бароков стил украсена с орнаменти, колони и със сводове.
- Камбанарията на Католическата катедрала „Св. Лудвиг” през 1898 г.
- През 1914 г. близо до Сточна гара започва строителството на нова сграда на Мъжкия католически колеж „Св. Августин“, това е сградата, в която сега е ректоратът на Пловдивския университет „Паисий Хилендарски“. Поради войната сградата е завършена през 1920 г.
- Сградата на духовната семинария е реализирана по негов проект като строителството е възложено на Майстор Марко – известен като дясна ръка на архитекта. Сградата е в стил неокласицизъм, еклектика и имитация на европейски образци с привнесени романтични елементи.
- Хотел Молле (по-късно Хотел Република)– емблематична сграда в центъра на Пловдив, построена през 1911 г. В продължение на 40 години хотел-ресторант „Молле“е най-представителният ресторант на Пловдив. В него през 1921 г. Вазов е приветстван за своя юбилей. В хотела е монтиран първият асансьор в града, първото самостоятелно парно отопление и първият генератор за осветление. Орнаментираните чугунени колони в заведението са отлети във Виена. Сградата наема албанецът Димитър Молле, който дава името на ресторанта и хотела.
- Проектирал е и къщи на известни пловдивчани – например „Ъгловата къща“ в стил сецесион на пресечката на улиците „Аксентий Велешки“ и „Цанко Дустабанов“.

- Семинария Св. Кирил и Методи в Пловдив
- Ректорат на Пловдивския университет
- Централна гара Пловдив
- Хотел „Молле“ в Пловдив, прекръстен по-късно в хотел „Република“

В София
- Доходно здание на ул. Александър I Батенберг (по-късно Кредитна банка – сега Банка ДСК) – 1897 г.

Във Варна
- Сградата на Френския колеж (сега Национално училище по изкуствата „Добри Христов“)

В Русе
- Френски девически колеж (сега Английска гимназия)

- Сградата на Националното училище по изкуствата във Варна
- Сградата на Английската гимназия в Русе